# Categorias de áreas protegidas da UICN
As categorias de áreas protegidas da UICN é uma classificação internacional de categorias para a gestão das áreas protegidas, a referência usada em todo mundo, que tem sido desenvolvida e definida pela Comissão Mundial de Áreas Protegidas («World Commission on Protected Areas», WCPA ), uma das seis comissões científicas dependente da União Internacional para a Conservação da Natureza (UICN).

## Categorias de áreas protegidas
Em 1978 a UICN estabeleceu as seguintes categorias para a gestão das áreas protegidas:
- Ia – Reserva natural estrita («Strict Nature Reserve»)

Uma área de terra ou mar que possui um ecossistema excepcional ou representativo, características geológicas ou fisiológicas ou espécies de interesse primário, que estão disponíveis principalmente para seu estudo científico ou rastreamento ambiental.Original {{{{{língua}}}}}: An area of land or sea possessing some outstanding or representative ecosystems, geological or physiological features and/or species, available primarily for scientific research or environmental monitoring. 
- Ib – Área de vida selvagem («Wilderness Area»)

Grandes espaços de terra ou mar sem modificações ou com pequenas modificações, que mantêm seu carácter natural e influência, sem presença ou com pouca presença humana, que são protegidos e geridos de maneira de preservar a sua condição natural.Original {{{{{língua}}}}}: A large area of unmodified or slightly modified land, and/or, retaining its natural character and influence, without permanent or significant habitation, which is protected and managed so as to preserve its natural condition. 
- II – Parque nacional («National Park»)

Uma área natural de terra ou mar destinada a:
I. proteger a integridade ecológica de um ou mais ecossistemas para as gerações presentes e futuras;
II. Excluir a exploração ou ocupação não unidas à protecção do área;
III. Prover as bases para que os visitantes possam fazer uso espiritual, cientista, educacional ou recreativo, de forma compatível com a preservação e a cultura.Original {{{{{língua}}}}}: A natural area of land and/or sea, designated to:
I. protect the ecological integrity of one or more ecosystems for present and future generations;
II. exclude exploitation or occupation inimical to the purposes of designation of the area;
III. provide a foundation for spiritual, scientific, educational, recreational, and visitor opportunities, all of which must bê environmentally and culturally compatível. 
- III – Monumento natural («Natural Monument»)

Um área que contém um ou mais lugares específicos de valor e importância natural ou cultural excepcional devido à sua rareza, qualidades estéticas inerentes ou significado cultural.Original {{{{{língua}}}}}: An area containing one, or more, specific natural or natural/cultural feature which is of outstanding or unique avalie because of its inherent rarity, representative or aesthetic qualities or cultural significance. 
- IV – Área de gestão de habitat/espécies  («Habitat/Species Management Area»)

Um área de terra ou mar sujeita à intervenção activa com propósitos de gestão para preservar a manutenção de habitats ou para encher as necessidades de espécies específicas.Original {{{{{língua}}}}}: An area of land or sea subject to active intervention for management purposes so as to ensure the maintenance of habitats and/or to meet the requirements of specific species. 
- V – Paisagens terrestres/marinhos protegidos («Protected Landscape/Seascape»)

Um área de terra, costa ou mar onde a interacção das pessoas com a natureza através do tempo tem produzido uma área de carácter distintivo com grande valor estético, ecológico ou cultural, e frequentemente com diversidade biológica. O resguardo da integridade desta interacção tradicional é vital para a protecção, manutenção e evolução desta área.Original {{{{{língua}}}}}: An area of land, with coast and sea as appropriate, where the interaction of people and nature over time tens produced an area of distinct character with significant aesthetic, ecological, or cultural avalie, and often with high biological diversity. Safeguarding the integrity of this traditional interaction is vital to the protection, maintenance, and evolution of such an area. 
- VI – Área protegida de recursos geridos («Managed Resource Protected Area»)

Área que contém predominantemente sistemas naturais sem modificação, geridos para garantir a protecção em longo prazo e a manutenção da diversidade biológica, e para prover ao mesmo tempo um fluxo sustentável de produtos e serviços necessários para encher as necessidades da comunidade.Original {{{{{língua}}}}}: An area containing predominantly unmodified natural systems, managed to ensure long term protection and maintenance of biological diversity, while providing at the same time a sustainable flow of natural products and services to meet community needs. 